# Il signore delle illusioni
Il signore delle illusioni (Clive Barker's Lord of Illusions) è un film horror del 1995 scritto e diretto da Clive Barker.

## Trama
Philip Swann è considerato il più grande illusionista del mondo. Tuttavia pochi sanno che in realtà nei suoi spettacoli non utilizza dei trucchi, bensì vera magia. I suoi poteri derivano da una devastante esperienza di dodici anni prima, quando aveva cercato di cogliere l'autentica percezione della realtà da Caspar Quaid, un uomo con poteri ed abilità demoniache. Per costringere Swann a essere il suo braccio destro nella distruzione del mondo, Quaidd rapisce una ragazzina, Dorothea, e nelle vicende che portarono alla sua liberazione, Swann sembra esser riuscito a uccidere e sigillare l'anima di Quaid. Tuttavia, dodici anni dopo questi eventi, alcuni seguaci di Quaid iniziano a compiere dei massacri e si mettono alla ricerca di Swann, ora marito di Dorothea. Per impedire il risveglio del vecchio mentore, Swann inscena la sua morte. La cosa insospettisce Dorothea, all'oscuro dei piani del marito, e decide di ingaggiare il detective Harry D'Amour (perseguitato da visioni demoniache) per far luce sugli eventi.

## Produzione
Il film è una trasposizione adattata per il grande schermo di un racconto dello stesso regista, incluso in Italia in Monsters (antologia).

### Data di uscita
- Stati Uniti d'America, Lord of Illusions  25 agosto 1995